# Edgar G. Ulmer – Der Mann im Off
Edgar G. Ulmer – Der Mann im Off ist ein österreichisch-US-amerikanischer Dokumentarfilm über den Filmregisseur Edgar G. Ulmer aus dem Jahr 2004. Regie führte Michael Palm. 

## Inhalt
Edgar G. Ulmer (1904–1972), geboren in Olmütz, aufgewachsen in Wien und in Schweden, Mitarbeiter von Max Reinhardt und Friedrich Wilhelm Murnau, emigrierte aus Österreich, und avancierte in Hollywood zum „König“ der B-Movies. Doch er wurde wieder vergessen, dann wiederentdeckt und schließlich zur Kultfigur. Bis in die 1960er Jahre drehte Ulmer u. a. mit Boris Karloff, Bela Lugosi, Hedy Lamarr (The Strange Woman, 1946) und Jean-Louis Trintignant (Die Herrin von Atlantis, 1961) an die fünfzig Spielfilme, darunter 1934 The Black Cat mit Lugosi und Karloff, 1939 den möglicherweise größten Schtetl-Film The Light Ahead, in dem Ulmer die Armut und den Aberglauben kontrapunktiert. Der Film ist kurz vor Beginn des Zweiten Weltkriegs entstanden und sich der Gefahr schmerzlich bewusst, die europäische Juden zu verschlingen droht. Ein weiter zu nennender Film aus Ulmers Schaffen ist zum einen der Südsee-Abenteuerfilm Isle of forgotten Sins von 1943 mit John Carradine und Gale Sondergaard und zum anderen der Film noir von 1945 Detour mit Tom Neal und Ann Savage, der trotz seines geringen Filmbudgets große Anerkennung bei Kritikern hervorrief und heute als Filmklassiker gilt. Zu nennen ist hier auch der 1955 veröffentlichte Western The Naked Dawn mit Arthur Kennedy und Betta St. John in den Hauptrollen, der in Österreich und der Bundesrepublik Deutschland unter dem Titel Santiago – Der Verdammte veröffentlicht wurde. Der Film war bei den Filmfestspielen in Venedig für den Goldenen Löwen nominiert.
Zwei Jahre vor seinem Tod führte Ulmer ein langes Gespräch mit Peter Bogdanovich, das neben anderen Materialien aus seinem privaten Nachlass zur Verfügung gestellt wurde. Der Regisseur Michael Palm folgt den verschlungenen Wegen in Ulmers Bio- und Filmografie und versucht auch, die Lücken zu ergründen. Er geht den Widersprüchen und teils auch Fälschungen auf den Grund und lässt sich auch von Irritationen nicht beeindrucken. Palms Inszenierung seines Films vermittelt dem Zuseher ein Gefühl für die ständige Unrast die Ulmer antrieb und dafür, dass er sich immer wieder Illusionen hingab. Ulmer wurde von der französischen Nouvelle Vague als Vorbild betrachtet, ebenso später von den Regisseuren Martin Scorsese und Peter Bogdanovich. Besonders bewunderte man seine Fähigkeit, aus vergleichsweise geringen Filmbudgets ein künstlerisches Maximum herauszuholen. Ulmers Filmfiguren sind fast immer pessimistische, existentialistische Menschen, was zur Grundstimmung seiner Geschichten passt. Virtuos konnte Ulmer mit Licht und Kamera umgehen.
Die überwiegende Anzahl der Interviews mit den Protagonisten wurde in fahrenden Autos – in den Straßen von Hollywood und Berlin – oder in Rückprojektions-Settings geführt. Die Hauptakteure des Films treten nicht bloß als Auskunftspersonen auf, sondern werden in inszenierte Situationen eingebunden, sodass die Frage nach dem Wirklichkeits- und Wahrheitsbezug ihrer Aussagen stets mitschwingt. Ulmer selbst fungiert als unsteter Off-Erzähler, oft führt er den Zuschauer in die Irre, lässt ihn an Dingen zweifeln, die zu hören oder zu sehen sind. Über die Montage werden zwischen einzelnen Protagonisten Dialoge simuliert, die so nicht stattgefunden haben. Das soll die Metafiktion unterstreichen, die durch die filmische Konstruktion von Geschichte und Wirklichkeit entsteht, ohne dabei aber den Aussagen der Figuren ihre Relevanz zu nehmen, und ohne sich mit einfachen Wahrheiten zu begnügen. Der Film unterstreicht spielerisch das Bekenntnis zur Illusionsmaschine, zur produktiven Scheinwelt des Films, stellt aber auch eine Analyse der hochkapitalisierten Scheinwelt Hollywood dar, die eigentlich „nur im Kopf existiert“ (John Landis) – „eine gigantische, unscharfe Rückprojektion“ (Joe Dante) – von der Ulmer zeit seines Lebens zugleich angezogen und abgestoßen war.
Filmausschnitte sollen den formalen Gestus des Dokumentarischen unterstreichen, Archivmaterial dient dazu erzählerische Aufgaben zu unterstreichen. So fungiert etwa der Protagonist aus Ulmers Filmdrama Detour wiederholt als allegorischer Ulmer-Stellvertreter, als sein Alter Ego; und die Hauptfigur aus Ulmers Science-Fiction-Film Beyond The Time Barriers steht ebenso fasziniert im dystopischen Wasteland, einer unterirdischen futuristischen Zukunftsstadt, wie Ulmer vielleicht einst vor den Toren der Glamourwelt Hollywoods.
Inszenierung, visueller Stil und Montage sind dem „Lebensgefühl“ der B-Movies, ihrem schnellen, treibenden Erzähltempo, ihrer Rauheit und Simplizität, ihrer hohen Dichte und Direktheit verpflichtet, ohne dass ihr Stil, Ulmers Stil, imitiert würde. Dieser Film ist nicht nur eine schillernde Mythographie eines überaus einflussreichen Hollywood-Mavericks, sondern geht auch der Frage nach, was uns heute noch an der Kargheit, Effizienz und Beweglichkeit von B-Movies fasziniert.

## Produktion

### Produktionsnotizen
Als Produktionsfirma trat Mischief Films (Wien) gemeinsam mit der Edgar G. Ulmer Preservation Corp. auf. Der Film entstand in Co-Produktion mit dem WDR. Die Redaktion lag bei Reinhard Wulf und Roland Johannes, die Herstellungsleitung bei Georg Misch und Ralph Wieser und die Produktionsleitung bei Dagmar Hovestadt. Der Film wurde vom Filmfonds Wien in Wien, vom Bundeskanzleramt der Republik Österreich (BKA) in Wien und vom Bundesland Oberösterreich gefördert.

### Veröffentlichung
Edgar G. Ulmer – Der Mann im Off wurde erstmals am 4. September 2004 in 3sat ausgestrahlt.
Am 22. September 2004 lief der Film im Programm des WDR.
In Italien lief der Film am 3. Juni 2005 auf dem Biografilm-Festival. In den Vereinigten Staaten wurde er unter dem Titel Edgar G. Ulmer: The Man Off-Screen am 29. Juli 2005 in New York erstmals veröffentlicht. Im Vereinigten Königreich wurde er am 7. März 2006 auf dem Bradford Film Festival als Premiere vorgestellt. Veröffentlicht wurde er zudem in Polen und in Venezuela.

## Kritik
Der Filmfonds Wien schrieb zur Erstausstrahlung des Films: „Dies ist der erste Film über das Leben und das Werk des Regisseurs aus Anlass seines 100. Geburtstags 2004 – eine detektivische Spurensuche im Schatten der Filmgeschichte.“ Und 3sat beendete seine Ausführungen anlässlich der Ausstrahlung des Films folgendermaßen: „Seine Bewunderer schätzen Ulmers Talent, aus minimalen Budgets das künstlerische Maximum herauszuholen, seine pessimistischen, existentialistischen Helden und Geschichten, seine Virtuosität im Umgang mit Licht und Kamera. Sein Werk lässt sich als Subversion und ständiges Aufbegehren gegen die strengen erstarrten Formen und Regeln des Systems Hollywood verstehen, gegen die großen Filmstudios und ihre ökonomische Macht. Es zeigt aber auch, dass diese künstlerische Eigenständigkeit einen hohen Preis hat.“
TV Spielfilm zeigte mit dem Daumen nach oben, gab für Spannung einen und für Anspruch zwei von drei möglichen Punkten und lobte: „Dieses kurzweilige Porträt streift durch die Schattenseite der Filmgeschichte und befragt Ulmer-Fans – Kollegen wie Joe Dante, John Landis, Wim Wenders, Roger Corman, Peter Bogdanovich.“ Fazit: „Ein Kultregisseur wird neu entdeckt.“
Die Redaktion des Filmdienstes hielt fest, dass Edgar G. Ulmer „zum König der B-Movies“ wurde, indem er „gegen die erstarrten Formeln des Hollywood-Kinos aufbegehrt“ habe. Weiter hieß es: „Seine Filme zeichnen sich durch den virtuosen Einsatz von Licht und Schatten aus. Eine detektivische Spurensuche in der Welt der B-Movies, die Bewunderer Ulmers wie Peter Bogdanovich, Roger Corman und Betrand Tavernier zu Wort kommen lässt. (O.m.d.U.) – Ab 14.“
Film.at meinte, Michael Palm habe aus Interviews mit Experten, mit Angehörigen sowie Regiekollegen, aus Archivmaterial und klug eingewobenen Filmausschnitten „eine schöne Annäherung an den mysteriösen Schöpfer von Lowest-Budget-Meisterwerken wie Detour“ geschaffen. „Einfühlsamerweise“ werde „auf die (höchst Anti-Ulmerische) Konvention des Off-Kommentars verzichtet, statt dessen“ übernehme er selbst „so gewitzt wie unaufdringlich zahlreiche archetypische Ulmer-Inszenierungsideen“.
Auf der Seite Neil Young’s Film Lounge heißt es, es müsse sich erst erweisen, ob der Titel des Films zutreffend sei. Am Ende bleibe Ulmer eine trotzige, schwer fassbare Figur, über die das Publikum am Ende nicht viel mehr wisse, als am Anfang des Films. Da Ulmer oft Nebel als Hintergrund verwendet habe, um keine teure Sets bauen zu müssen, passe, da auch er im Schatten bleibe. Trotz einiger Einwände sei der Film aber unterhaltsam genug, um jedes Festivalprogramm zu bereichern. An manchen Stelle tendiere das Gesagte übertrieben ins Hagiographische, auch wenn Ulmer einen solchen Nachruf vielleicht bedingt verdient habe, wie Ausschnitte aus seinen beiden berühmtesten Filmen Detour und The Black Cat beweisen würden. Palm habe wahrscheinlich ein Budget zur Verfügung gehabt, das weit über jedes Budget, das Ulmer für seine Filme hatte, hinausgehe – da dränge sich die Frage auf, was Ulmer angesichts des Geldes und der (relativen) künstlerischen Freiheit seines jungen österreichischen Schülers für Wunder vollbracht haben könnte.
David Sterritt schrieb in The Christian Science Monitor, sowohl Thema als auch die gezeigten Filmausschnitte seien toll, auch wenn die Doku insgesamt ein wenig Spielerei sei. Manohla Dargis war in The New York Times der Meinung, dass Palm sich im Wesentlichen an die übliche Biopic-Formel halte: ein chronologischer Bericht eines heroischen Individuums, erzählt von Menschen, die Ulmer großteils kannten sowie Standfotos und Filmausschnitte. Dass einige der Interviews in fahrenden Autos stattfinden würden, weiche jedoch vom üblichen Vorgehen ab. Ed Halter befasste sich in Voice mit dem Film und stellte fest, Ulmer entpuppe sich als das überlebensgroße Symbol, das er wahrscheinlich habe projizieren wollen: der grübelnde Alte-Welt-Künstler, der frustriert vom amerikanischen Marktdruck lieber in der Hölle regiert, als in Hollywood zu dienen. In der Variety stellte Jay Weißberg fest, über den schwer fassbaren Edgar G. Ulmer sei eine definitive Doku praktisch unmöglich, weshalb Michael Palm eher Fragen als Fakten hervorhebt. Im Film werde weder die Geschichte Ulmers vollständig beleuchtet, noch durchleuchte der Film sogenannte Beweise, um die Wahrheit hinter der Mythenbildung zu finden.
Nathan Rabin, AV Club, sprach von einem gut gemeinten, aber wenig überzeugenden Dokumentarfilm. Im Gegensatz zu Ulmer verstehe sich Palm nicht darauf, die begrenzten Ressourcen, die ihm zur Verfügung gestanden hätten, optimal zu nutzen. Palm peppe das Talking-Head-Format auf, indem er viele seiner Motive im Fond eines Autos drehe und alte Stars aus Ulmers Filmen Szenen aus seinen Filmen nachspielen lasse. Für beides erlahme das Interesse schnell. Das Ganze wirke eher wie der etwas verzweifelte Versuch eines Filmemachers, der sich zu sehr anstrenge. Palm versuche, Ulmer als „King of the B’s“ zu positionieren, aber die Leinwandpräsenz von Roger Corman, einer Ikone mit einem viel stärkeren Anspruch auf diesen Titel, untergrabe seine Bemühungen. Erzählt werde eine fesselnde, aber skizzenhafte Geschichte von verschwendetem Genie, das nur einen Teil seiner Ambitionen verwirklicht habe.